# Símbol de Pochhammer
En matemàtiques, el símbol de Pochhammer és una funció especial usada en combinatòria i en teoria de les funcions hipergeomètriques. Aquesta notació la va introduir Leo Pochhammer. S'utilitza per a indicar el factorial creixent o el factorial decreixent.

## Notació
El símbol que representa aquesta funció s'utilitza en diverses variants:
{\displaystyle x^{(n)}} (entre d'altres en combinatòria)
{\displaystyle (x)_{n}} o {\displaystyle (x,n)} (en anàlisi)
{\displaystyle (x^{n})} (altres usos)
En teoria de les funcions especials, escrivim {\displaystyle (x)_{n}\,} el factorial creixent
{\displaystyle (x)_{n}=x(x+1)(x+2)\cdots (x+n-1)}
mentre que el mateix símbol de vegades es fa servir en combinatòria per representar el factorial decreixent
{\displaystyle (x)_{n}=x(x-1)(x-2)\cdots (x-n+1)=A_{n}^{x}}
Per evitar confusions, sovint s'utilitza el símbol (i es farà en aquest article) {\displaystyle x^{(n)}} pel factorial creixent i {\displaystyle (x)_{n}} pel factorial decreixent.
Hi ha una notació encara diferent que van introduir Ronald L. Graham, Donald E. Knuth i Oren Patashnik al seu llibre Concrete Mathematics. Ells escriuen per al factorial creixent
{\displaystyle x^{\overline {n}}={\frac {(x+n-1)!}{(x-1)!}}} ; (exemple: {\displaystyle 9^{\overline {4}}=9\times 10\times 11\times 12})
i per al factorial decreixent
{\displaystyle x^{\underline {n}}={\frac {x!}{(x-n)!}}} ; (exemple: {\displaystyle 9^{\underline {4}}=9\times 8\times 7\times 6})

## Definició i ús
El factorial creixent s'escriu
{\displaystyle x^{(n)}=x(x+1)(x+2)\cdots (x+n-1)}
i el factorial decreixent
{\displaystyle (x)_{n}=x(x-1)(x-2)\cdots (x-n+1)}
Si {\displaystyle x} i {\displaystyle n} són dos nombre enters, tenim :
{\displaystyle x^{(n)}={(x+n-1)! \over (x-1)!}} per al factorial creixent
{\displaystyle (x)_{n}={x! \over (x-n)!}} per al factorial decreixent
El producte buit {\displaystyle x^{(0)}} 0 {\displaystyle (x)_{0}} es defineix com a 1 en tots dos casos. Podem ampliar la definició a valors que no siguin enters de n per a
{\displaystyle x^{(n)}={\Gamma (x+n) \over \Gamma (x)}} per al factorial creixent,
{\displaystyle (x)_{n}={\Gamma (x+1) \over \Gamma (x-n+1)}} per al factorial decreixent.
Segons les propietats de la funció gamma, aquesta definició és coherent amb la dels valors enters de n.

## Propietats
Els factorials creixents i decreixents estan relacionades amb els coeficients binomials mitjançant les següents relacions:
{\displaystyle {\frac {x^{(n)}}{n!}}={x+n-1 \choose n}=\Gamma _{n}^{x}\quad {\mbox{et}}\quad {\frac {(x)_{n}}{n!}}={x \choose n}=C_{x}^{n}.}
En conseqüència, moltes identitats dels coeficients binomials es converteixen en factorials creixents o decreixents.
Un factorial creixent s'expressa com un factorial decreixent des de l'altre extrem:
{\displaystyle x^{(n)}={(x+n-1)}_{n}.}
Aquest és un cas especial de la relació:
{\displaystyle {(-x)}^{(n)}={(-1)}^{n}{(x)}_{n}.}
entre factorials creixents i decreixents.
Es pot observar que els factorials creixents i decreixents estan definits en qualsevol anell, per tant, en l'element {\displaystyle x} pot ser per exemple un nombre complex, un polinomi o qualsevol funció amb valor complex.

## Relació amb el càlcul ombral
El factorial decreixent apareix en una fórmula que permet representar un polinomi mitjançant l'operador de diferència {\displaystyle \Delta }, que és similar a la fórmula de Taylor en anàlisi. En aquesta fórmula, el factorial decreixent {\displaystyle (x)_{k}} juga el paper, en el càlcul de diferències finites, del monomi {\displaystyle x^{k}} en càlcul diferencial. Es pot observar, per exemple, la similitud entre
{\displaystyle \Delta ((x)_{k})=k\cdot (x)_{(k-1)}}
i de
{\displaystyle D(x^{k})=k\cdot x^{k-1}}
on {\displaystyle D} és l'operador per derivar polinomis.
L'estudi d'analogies d'aquest tipus es coneix amb el nom de càlcul ombral. Una teoria general que cobreix aquestes relacions és donada per la teoria de les sèries de Sheffer. Els factorials creixents i decreixents són aquestes seqüències i verifica:
{\displaystyle (a+b)^{(n)}=\sum _{j=0}^{n}{n \choose j}(a)^{(n-j)}(b)^{(j)}}
{\displaystyle (a+b)_{n}=\sum _{j=0}^{n}{n \choose j}(a)_{n-j}(b)_{j}}

## Coeficients de connexió
Com que els factorials decreixents formen una base de l'anell de polinomis, podem expressar el producte de dos factorials com a combinació lineal de factorials. La fórmula és:
{\displaystyle (x)_{m}(x)_{n}=\sum _{k=0}^{m}{m \choose k}{n \choose k}k!\,(x)_{m+n-k}.}
Els coeficients de {\displaystyle (x)_{m+n-k}} s'anomenen coeficients de connexió. Tenen una interpretació combinatòria: és el nombre de maneres de combinar {\displaystyle k} elements agafats d'un conjunt amb {\displaystyle m} elements i {\displaystyle k} elements agafats d'un conjunt amb {\displaystyle n} elements.

## Símbols q-Pochhammer
Hi ha un equivalent del símbol de Pochhammer a les q-sèries: el símbol q-Pochhammer, definit com:
{\displaystyle (a;q)_{n}=\prod _{k=0}^{n-1}(1-aq^{k})=(1-a)(1-aq)(1-aq^{2})\cdots (1-aq^{n-1})}
amb
{\displaystyle (a;q)_{0}=1}.